# Henri Casadesus
Henri Gustave Casadesus, ps. Christian Riquet (ur. 30 września 1879 w Paryżu, zm. 31 maja 1947 tamże) – francuski altowiolista.

## Życiorys
Syn Luisa, brat François i Mariusa. Studiował w Konserwatorium Paryskim u Alberta Lavignaca i Théophile’a Laforge’a, studia ukończył w 1899 roku z wyróżnieniem. W latach 1910–1917 grał w kwartecie Luciena Capeta. W 1901 roku założył i prowadził działające do 1939 roku Société des Instruments Anciens. Grał na wioli d’amore. Koncertował wielokrotnie w Stanach Zjednoczonych. Należąca do Casadesusa kolekcja instrumentów dawnych stanowi obecnie własność muzeum Bostońskiej Orkiestry Symfonicznej.
Był autorem kilku mistyfikacji muzycznych, skomponowane przez siebie koncerty opublikował jako dzieła Carla Philippa Emanuela Bacha, Johanna Christiana Bacha i Georga Friedricha Händla.